# Prästdräkt
En prästdräkt är den ickeliturgiska klädedräkt som bärs av prästerskapet. Den skiljer sig från den liturgiska klädedräkten på så sätt att den inte uteslutande används för mässor och gudstjänster. Praxis varierar; ibland bär prästen sin prästdräkt under den liturgiska dräkten, ibland utgör prästdräkten den dagliga dräkt som bärs av en präst eller liknande. I vissa fall är den identisk med, eller liknar den dräkt som bärs av en munk eller nunna. Numer använder många kristna präster en skjorta som kan kompletteras med prästkrage.

## Romersk-katolska kyrkan (latinsk rit)

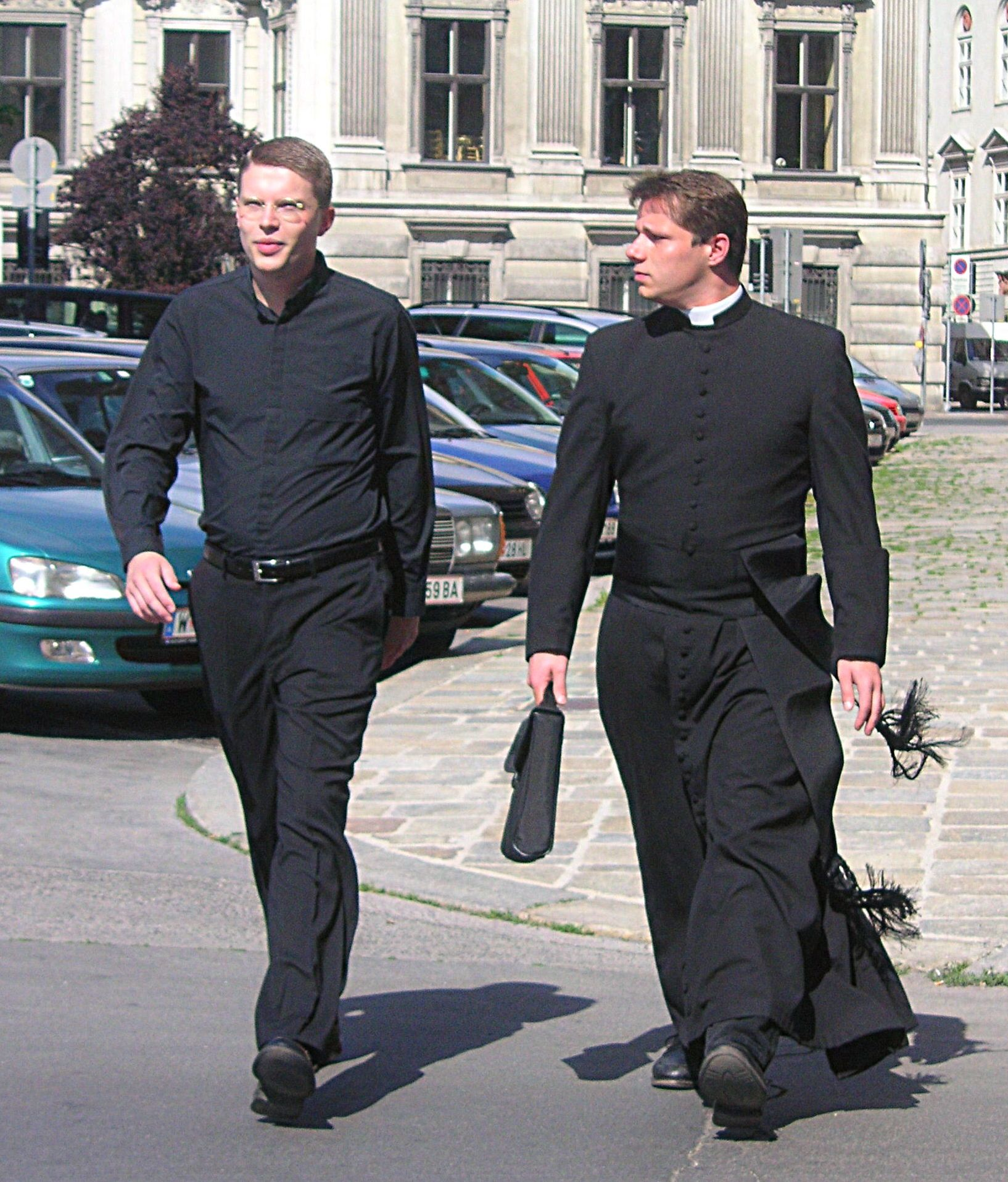
Mannen till vänster bär en prästskjorta där man kan lägga till en prästkrage. Mannen till höger bär prästskjorta med krage och kassock.

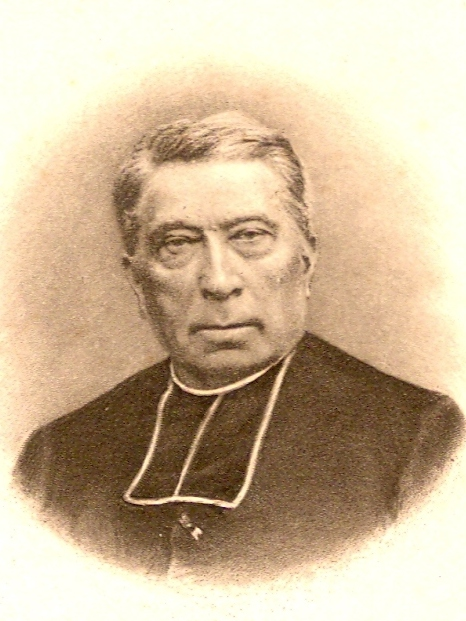
Rabat

År 1215 beslutade fjärde laterankonciliet att det skulle vara obligatoriskt för allt prästerskap att bära en utmärkande klädedräkt. Målet var inte nödvändigtvis att öka prästerskapets status, utan snarare att allmänheten skulle notera dem då de rörde sig bland folket. Emellertid är inte dagens regler som de var då och de varierar dessutom beroende på jurisdiktion.
- Kassock: ett långärmat plagg utan huva. Beroende på klimat kan det antingen vara gjort i mycket tunt material, eller av tjockt ylletyg. Den vita färgen är vanlig i tropiskt klimat. Kassocken är ett vanligt plagg för sekularpräster och de som tillhör en kyrklig institution. Vissa kyrliga sällskap, till exempel jesuitorden och redemptoristerna har en egen variant av kassock. Munkar och mendikanter bär en dräkt som kan skilja sig avsevärt från kassocken. Kassocker är vanligen ankellånga. Dess färg är svart för präster, svart med lila fåll för kaniker, svart med rosalila fåll för monsignorer, svart med röd fåll för biskopar och svart med scharlakansröd fåll för kardinaler. Påven bär en vit kassock. Monsignorer, biskopar och kardinaler har dessutom en "korkassock" för liturgiskt bruk, men inte som daglig dräkt.
- Ferraiolo: en ankellång mantel. Den bärs endast tillsammans med kassock vid formella tillfällen, till exempel då det är påbjudet frack eller jackett.
- Mantel: ett extra plagg vid kall väderlek
- Douillette (greca): En överrock att bäras med kassock.
- Huvudbonad: Zuchetto eller biretta, beroende på sammanhanget. Biretta bärs vanligen i liturgiska sammanhang.
- Prästkrage: Det finns en mängd olika varianter för daglig dräkt som alla på ett eller annat sätt bärs med prästkrage:
  - Tonsurkrage/frimärkskrage: detta är förmodligen den vanligaste kombinationen av skjorta och krage bland romersk-katolska prästmän. Skjortan liknar en vanlig skjorta, men kragen är sydd så att en vit halsduk eller plastremsa kan stoppas in i den, vilket ger en liten, vit fyrkant nedanför halsen.
  - Rundkrage: En kraglös skjorta som sytts så att den då den kompletteras med en vit linnehalsduk eller plastremsa bildar en vit krage runt hela halsen. Kragen fästs vanligen med knappar eller kragknappar. Den ursprungliga tanken med detta plagg var att det skulle bäras under en väst, rabat eller kassock. Skjortan sys vanligen av ett tyg av bomull och polyester, men då den bärs under en väst eller en rabat är den vanligen helt vit och i ett bomullstyg av högre kvalitet.
  - Väst eller rabat: detta är den mest traditionella och formella varianten av prästdräkt. De är nästan alltid svarta och sydda av ylletyg. Västen är vanligen försedd med bakstycke i silkestyg. De bärs tillsammans med rundkrage och en avtagbar krage så att den ger ett kassockliknande intryck runt halsen. Till skillnad från vanliga västar är denna variant helknäppt, ända upp till kragen. Rabaten är en senare variant som liknar västen, men den är helt utan bakstycke.

I Rom är det tillåtet för romersk-katolska präster att bära såväl svarta, som grå eller blå prästskjortor, medan det i USA endast är tillåtet med svarta skjortor. Förmodligen beror detta på gammal sed och för att skilja dem från icke katolska präster.
Ovanstående gäller endast för romersk-katolska präster inom latinsk rit. Prästerskapet i den östortodoxa kyrkan klär sig ungefär som andra ortodoxa präster.

## Östlig kristendom
I östkatolska och östortodoxa kyrkor måste liturgiska kläder välsignas innan de tas på, till skillnad från prästdräkten som ses som daglig dräkt.
- Innerkassock: Innerkassocken är ett hellångt plagg, vanligen svart, som bäres av alla prästmän, munkar och seminarister.
- Ytterkassock: Ytterkassocken, även kallad ryasa eller exorason, är ett större, böljande ytterplagg som bäres över innerkassocken av biskopar, präster, diakoner och munkar.
- Skufia: En mössa med mjuka sidor som bäres av munkar eller som ges som hederstecken till präster.
- Kamilavka: En styv hatt som bäres av munkar eller som ges som hederstecken till präster.
- Apostolnik: En slöja som bäres av nunnor, ibland tillsammans med en skufia.
- Epanokamelavkion: En slöja som går ner över ryggen och som bärs av munkar och biskopar tillsammans med en kamilavka
- Klobuk: En kamilavka med en fastsydd epanokamelavkion, vanlig i rysk tradition

### Östortodoxa dräkter
|        |                              |                                           |                                                |                  |                                    |
| Biskop | Präst (gift eller i celibat) | Hieromunk (munk och präst i samma person) | Präst med grå zostikon, kontorasson och skufia | Munk i exorasson | Lektor/subdiakon/diakon i zostikon |

- Gifta präster kan bära en exorasson eller en zostikon då de inte firar mässa. De kan välja att bära den mera informella skufian hellre än den mer formella kamilavkan. De kan också bära en väst, kontorasson, vanligen då det är kallare ute. Färgen varierar mellan svart, grå och blå.
- Munkar, hieromunkar och biskopar bär alla klobuk för att visa på sitt kyskhetslöfte. En del munkar bär zostikon, kontorasson och skufia i sitt dagliga arbete i klostret.
- Lektorer och subdiakoner bär sällan kassock då de inte är i kyrkan, men det är ofta ett måste då de vistas i kyrkan men inte tjänstgör.

### Syrisk-ortodoxa och koptiska dräkter
|                 |               |               |              |                     |
| Syrisk patriark | Syrisk biskop | Koptisk präst | Syrisk präst | Syrisk präst (munk) |

## Anglikanism

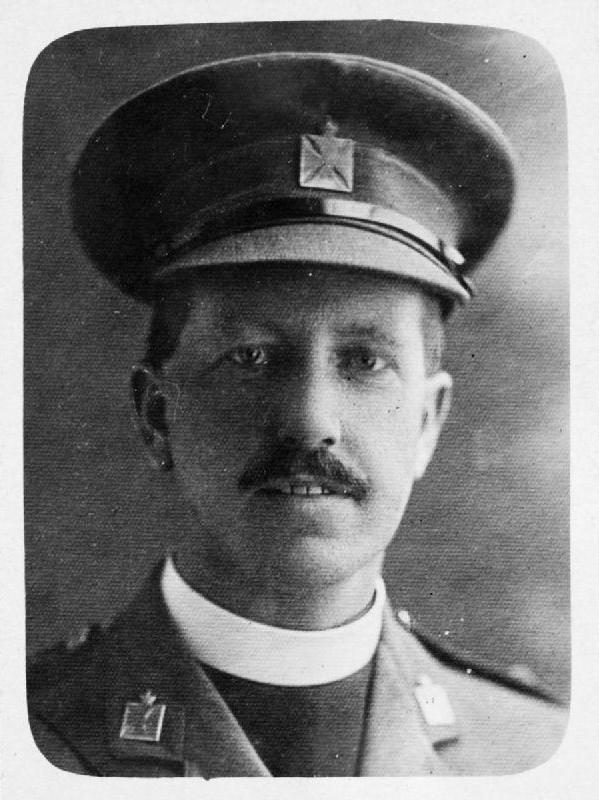
Charles Wilks i "hundhalsband"

Enligt 1604 års kanoniska lag, Book of Canons, var prästerskapet skyldiga att bära kassock och hätta då de var i tjänst. Kassocken var antingen enkel- eller dubbelknäppt, samt knäppt upp till hals eller nacke, och med ett bälte eller cingulum runt midjan. Kåpan kunde antingen vara av prästerlig typ, det vill säga öppen framtill och med vida ärmar, eller utformad enligt bärarens akademiska grad. Till detta bars Canterburyhatten, som gradvis förändrades till den så kallade "rivbrädan" (mortar board) under 1600- och 1700-talet. Kassock och kåpa bars som utomhusplagg ända till mitten av 1800-talet och med Canterburyhatten ersatt av rivbrädan eller en trehörnig hatt. Gradvis kom då denna dräkt att ersättas av den sekulära svarta kostymen med vit skjorta och svart slips.
Under 1800-talet blev det på mode att bära en löskrage som tvättades och stärktes för sig och inte tillsammans med skjortan. I början bar, förutom kragen, det anglikanska prästerskapet en vit slips eller en vit fluga, tillsammans med väst och en lös, kassockliknande, knälång prästrock med knäppning till midjan. Alternativt bars en vanlig kostym och en rabat. Under det tidiga 1800-talet bar evangelisterna ofta en rock med skört för att skilja sig från det högkyrkliga prästerskapet som föredrog prästrocken. Skillnaden nämns så sent som 1857 i Anthony Trollopes Biskopen i Barchester. I mitten av 1800-talet började anglikanska präster bära kragen bakvänd vilket ledde till den första versionen av det som kallades "hundhalsbandet". Denna typ av utmärkande klädedräkt sågs av de högkyrkliga som en kontroversiell utmaning, men efterhand som tiden gick blev kragtypen allt vanligare och bars även efter att löstagbara kragar kommit ur modet bland allmänheten. Även om den svarta västen numer fått ge plats för den svarta skjortan har kragen blivit en naturlig del av klädedräkten för merparten av det anglikanska prästerskapet. Vissa väljer dock att klä sig som en del frikyrkopastorer gör, det vill säga i vanliga kläder som inte anspelar på bärarens yrke.
Under 1900-talet började anglikanska biskopar bära lila skjorta som ämbetstecken. Tillsammans med biskopskorset och biskopsringen särskiljer detta dem från vanliga präster. Även om det inom kyrkorna i den anglikanska kyrkogemenskapen inte finns något formellt förbud för en vanlig präst att bära lila skjorta anses det vara direkt olämpligt att göra detta.
Fram till regentskapstiden (ca 1795 - 1837) bar anglikanska präster ofta kassock som daglig dräkt. I mitten av 1900-talet återupplevde kassocken som daglig dräkt ett tillfälligt uppsving, men numer är den åter mindre vanlig. Den traditionella anglikanska huvudbonaden, Canterburyhatten, används numer sällan. Vissa anglokatolska präster bär fortfarande biretta. Under 1800-talet bar de flesta präster cylinderhatt och detta bruk levde länge kvar bland biskopar och högt uppsatta prästmän. Samtidigt föredrog många präster att bära cappello romano, en hatt som närmast liknar plommonstopet, något som var populärt fram till första världskriget. Den ersattes då av en mörk eller svart Homburghatt som förblivit vanlig ända in på 2000-talet.
Från mitten av 1700-talet bar biskopar och ärkediakoner ofta en kortare variant av kassock som kallades förkläde (och som slutade strax ovanför knäet), tillsammans med knäbyxor och damasker. Damaskerna, som knäpptes längs sidan, täckte byxbenen upp till strax nedanför knäet. Den här typen av daglig dräkt, som var vanligt förekommande fram till 1960-talet, har idag nästan helt kommit ur bruk. Detta sätt att klä sig var praktiskt då man förflyttade sig till häst, men användandet minskade alltså gradvis fram till mitten av 1900-talet.
En del anglikanska präster föredrar en dubbelknäppt kassock (vanligen kallad sarum) som dessutom försetts med en extra knapp i brösthöjd där man kan knäppa fast en akademisk huva som bärs som en del av kordräkten. De flesta väljer emellertid att ha en enkelknäppt kassock. I likhet med romersk-katolska präster bär en del anglikanska präster en fascia, inom anglikanismen kallad cingulum, runt midjan, medan en del föredrar ett bälte. Vid behov av ytterligare plagg bär man eventuellt en kåpa över kassocken.
De präster som tillhör en royal peculiar, seniora fältpräster, medlemmar av Chapel Royal och drottningens hederskaplaner får bära en scharlakansröd kassock och ett särskilt tjänstetecken (Drottningens monogram krönt av S:t Edvards krona och omgiven av ek- och lagerblad) på halsduken.

### Anglikanska dräkter
|        |                                   |                                                                                            |
| Biskop | Kanik Kassockens färg kan variera | Präst/diakon/lekman Kassockens färg kan variera, till exempel då den bärs av en körsångare |

## Lutherdom

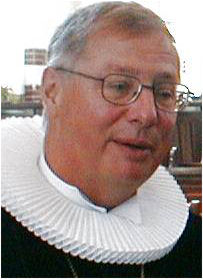
Pipkrage, här buren av biskop Erik Norman Svendsen

Den lutherska prästdräkten varierar beroende på plats och trosinriktning. Lutherska präster och biskopar klär sig ofta liknande sina katolska motsvarigheter; kassock, prästskjorta och löskrage. I Skandinavien bär biskopar vanligen biskopskors.
Danska prästmän bär liksom i anglikansk och katolsk tradition svart kassock, men med en iögonfallande pipkrage. Detta är en större, hårt stärkt krage som bärs över en rundkrage. Fram till 1980-talet var bruket av pipkrage vanligt även i Norge som en kvarleva från tiden då länderna var i personalunion (1384-1814). Svenska präster bar traditionellt en särskild rock som fortfarande förekommer vid formella tillfällen då den bäres med en styvkrage och korta band. Svenska präster bär inte pipkrage.

## Metodism

### Storbritannien
Inom brittisk metodism bär pastorn (presbytern) ofta en enkel kostym med kulört skjorta och prästkrage. I mer formella sammanhang bär man kassock med elva (halskrage). I ceremoniella och mycket formella sammanhang, till exempel Stilleståndsdagens minnesgudstjänst vid The Cenotaph i London, en traditionell, svart prästrock som kallas för Genèverock. Akademisk huva och band får bäras.
Medlemmar av metodistiska diakonalorden (män och kvinnor) har en mindre strikt klädkod, men bär ofta mörkblå klädedräkt och bär alltid biskopskors.
Klädedräkten för de lekmän som sjunger i kör, och för organisten varierar mellan församlingarna. En typisk klädsel kan vara blå kassock, vitt röklin av engelsk typ och Canterburyhatt, det senare för kvinnor.

### USA
Klädkoden inom Förenade Metodistkyrkan skiljer sig från sin brittiska motsvarighet. Det finns inget officiellt regelverk vare sig för liturgisk dräkt eller prästdräkt. Därför varierar valet av klädedräkt stort mellan plats och tillfälle. Metodistpräster bär vanligen prästdräkt vid officiella besök på sjukhus och ålderdomshem. Församlingsäldste bär vanligen svart eller blå prästskjorta medan biskopar bär lila skjorta.